# Etchika Choureau
Etchika Choureau, nata Jeaninne Paulette Verret (Parigi, 19 novembre 1929 – Rabat, 25 gennaio 2022), è stata un'attrice francese.

## Filmografia parziale
- La morte è discesa troppo presto (L'envers du paradis), regia di Edmond T. Gréville (1953)
- I vinti, regia di Michelangelo Antonioni (1953)
- I figli dell'amore (Les enfants de l'amour), regia di Léonide Moguy (1953)
- Les Intrigantes, regia di Henri Decoin (1954)
- Escalier de service, regia di Carlo Rim (1954)
- Frutto d'estate (Les fruits de l'été), regia di Raymond Bernard (1955)
- L'impossible Monsieur Pipelet, regia di André Hunebelle (1955)
- I colpevoli, regia di Turi Vasile (1957)
- Commandos (Darby's Rangers), regia di William A. Wellman (1958)
- La squadriglia Lafayette (Lafayette Escadrille), regia di William A. Wellman (1958)
- Angelica (Angélique, marquise des anges), regia di Bernard Borderie (1964)
- Un uomo e due donne (Paris au mois d'août), regia di Pierre Granier-Deferre (1966)

## Doppiatrici italiane
- Renata Marini ne I vinti
- Fiorella Betti in Commandos
- Dhia Cristiani in Angelica